# 体积模量

压缩示意图

体积模量 （{\displaystyle K}）也稱為不可壓縮量，是材料对於表面四周压强产生形变程度的度量。它被定义为产生单位相对体积收缩所需的压强。它在SI单位制中的基本单位是帕斯卡。

## 定义
体积模量可由下式定义：
{\displaystyle K=-V{\frac {\partial p}{\partial V}}}
其中{\displaystyle p}为压強，{\displaystyle V} 为体积，{\displaystyle {\frac {\partial p}{\partial V}}} 是压強对体积的偏导数。体积模量的倒数即为一种物质的压缩率。
还有其他一些描述材料对应变的反应的物理量。譬如剪切模量描述了材料对剪切应变的反应；而杨氏模量则描述了材料对线性应变的反应。对流体而言，只有体积模量具有意义。而对于不具有各向同性的固体材料（如纸、木等），上述三种弹性模量则不足以描述这些材料对应变的反应。

## 热力学关系
严格的说，体积模量是一个热力学量。说明在何种温度变化条件下对体积模量是有必要的。等温体积模量（{\displaystyle K_{T}}）以及定熵（绝热）体积模量（{\displaystyle K_{S}}）或其他形式都是可能出现的。实践中上述区分只是用于对气体的讨论中。
对于理想氣體，绝热体积模量 {\displaystyle K_{S}} 為：
{\displaystyle K_{S}=\gamma \,p}
而等温体积模量 {\displaystyle K_{T}} 為：
{\displaystyle K_{T}=p\,}
其中{\displaystyle \gamma } 为绝热指数；{\displaystyle p} 为压强。
对于流体，体积模量和密度决定了在该种材料中的音速。此种关系由下式说明：
{\displaystyle c={\sqrt {\frac {K}{\rho }}}.}
固体可以传递横波，故要决定固体中的声速还需要其他的弹性模量，如剪切模量。

## 部分材料的体积模量
| 材料   | 体积模量（Pa）        |
| ------ | --------------------- |
| 玻璃   | 3.7×10                |
| 钢     | 16×10                 |
| 水银   | 2.5×10                |
| 乙醇   | 0.09×10               |
| 金刚石 | 442×109               |
| 水     | 2.2×109               |
| 空气   | 1.42×105 绝热体积模量 |
| 空气   | 1.01×105 等温体积模量 |
| 固态氦 | 5×107 （估计值）      |